# 밸브 인덱스

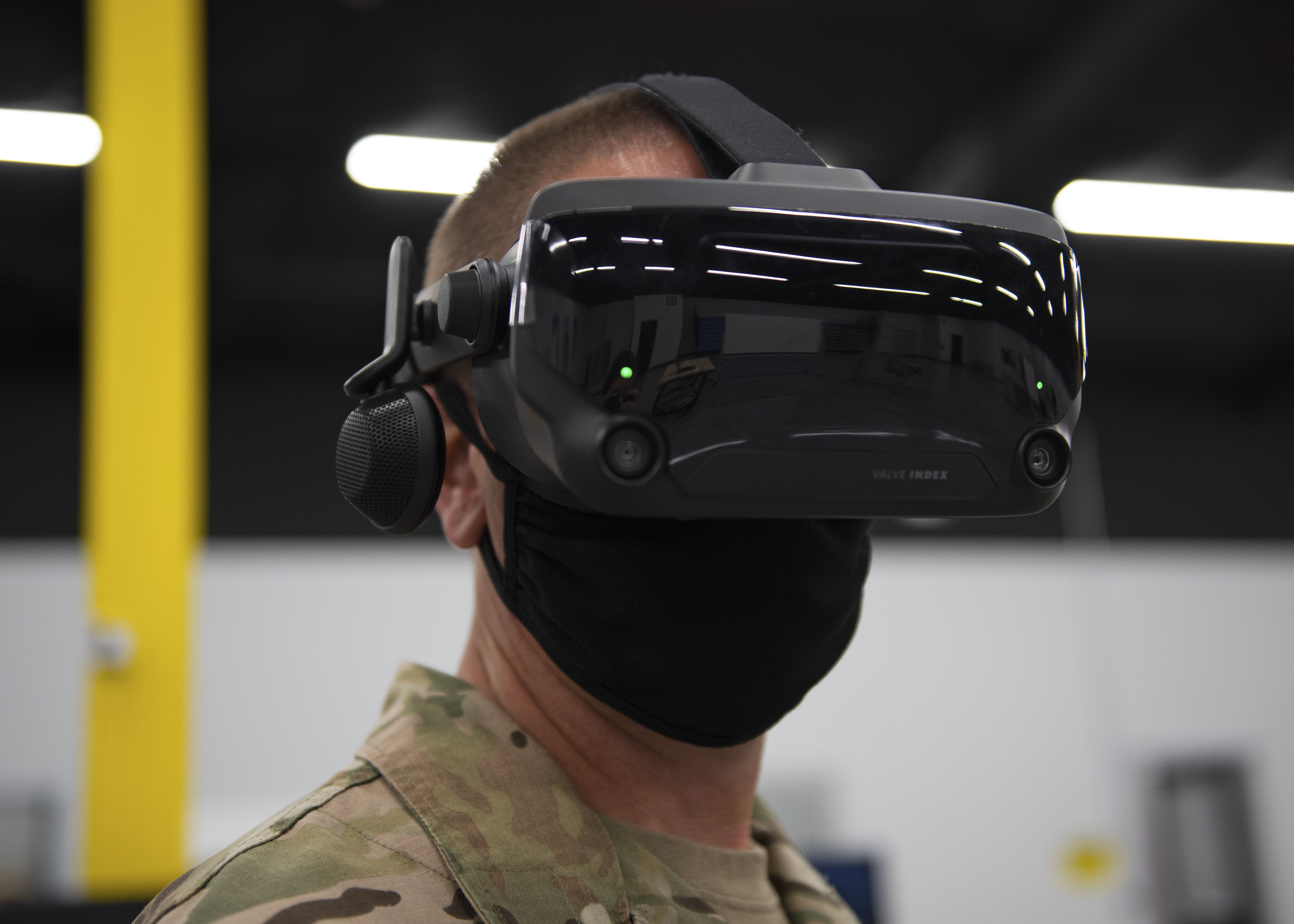

밸브 인덱스(Valve Index)는 밸브가 만들고 제조한 소비자용 가상 현실 헤드셋이다. 2019년 4월 30일에 발표된 이 헤드셋은 같은 해 6월 28일에 출시되었다. 인덱스는 2세대 헤드셋으로 밸브에서 완전히 제조한 최초의 헤드셋이다. 하프라이프: 알릭스는 헤드셋과 함께 번들로 제공된다.

## 기술 사양

### 디스플레이
헤드셋은 2880×1600의 결합 해상도를 위해 양쪽 눈에 IPS 고속 스위칭 1440×1600 LCD 패널을 사용한다. 패널은 전체 RGB이며 80, 90, 120 또는 144Hz의 화면 재생 빈도로 작동할 수 있다. 지정된 시야는 130°이지만 사용자는 실제 시야가 120°라고 보고한다. 디스플레이 아래의 물리적 슬라이더를 사용하여 패널과 렌즈를 수평으로 움직여 사용자의 동공간 거리(IPD)를 조정할 수 있다. 허용되는 IPD 조정 범위는 58~70mm이다.

### 추적
헤드셋과 컨트롤러는 모두 밸브의 라이트하우스 2.0 추적 시스템을 지원하는 동시에 SteamVR을 사용하여 이전의 모든 HTC 바이브 베이스 스테이션과 완전한 호환성을 유지한다.

### 컨트롤
이 헤드셋은 개발 중에 너클 컨트롤러로 알려진 밸브 인덱스 컨트롤러와 함께 사용하도록 고안되었지만 이전 버전인 HTC 바이브 및 HTC 바이브 프로 컨트롤러와도 호환된다. 밸브 인덱스 컨트롤러에는 조이스틱, 터치패드, 두 개의 페이스 버튼, 메뉴 버튼, 트리거 및 컨트롤러가 손 위치, 손가락 위치, 동작 및 압력을 추적하여 정확한 표현을 생성할 수 있는 87개의 센서 배열이 있다. 또한 컨트롤러에는 추가 측정을 위한 가속도계가 포함되어 있다. 2018년에는 너클즈(Knuckles)의 초기 버전의 기능을 보여주기 위해 문더스트(Moondust)라는 기술 데모가 제작되었다.

### 오디오
인덱스에는 BMR 드라이버를 사용하여 정확하고 몰입감 있는 저주파 사운드와 마이크를 생성하는 "초근거리, 전대역, 오프이어 헤드폰 한 쌍"이 포함되어 있다.

## 같이 보기
- 리얼리티 랩스